# Sikkerhedsfilm
En sikkerhedsfilm er en vinduesfilm, som vanskeliggør indbrud ved at glasruden dækkes af filmen og en meget stærk lim holder glasset sammen, hvis det forsøges knust. Sikkerhedsfilm virker som en armering af ruden grundet indlejrede gennemsigtige stærke fibre.